# Хакија Мехољић
Хакија Мехољић (Сребреница, 7. април 1949 – Тузла, 13. новембар 2019) је био босанскохерцеговачки политичар, командир политичке станице и члан ратног предсједништва општине Сребреници за време рата у Босни и Херцеговини.

## Биографија
Мехољић је рођен 7. априла 1949. године у Сребреници. За време рата у Босни и Херцеговини, био је командир полицијске станице и члан ратног предсједништва општине Сребреници, односно уз Насера Орића и Ибрана Мустафића најзначајнији човек у граду током рата.
Током 1993. године, присуствовао је састанку у хотелу Холидеј Ин у Сарајеву, на којем је Алија Изетбеговић, према његовим сведочењима рекао:
Нуди ми Клинтон да четници уђу у Сребреницу, изврше покољ 5.000 Муслимана и биће војна интервенција НАТО снага у цијелој Босни и Херцеговини.
Мехољић се томе оштро успротивио, а онда је Изетбеговић питао шта мисле о размени територија, на начин да се препусти Сребреница у замену за Вогошћу.
Приликом уласка Војске Републике Српске у Сребреницу, 11. јула 1995. године, Мехољић је кренуо са колоном 28. дивизије Армије Републике Босне и Херцеговине у пробој према Тузли. Међутим, када је од тадашњег потпредседнике Скупштине општине Хамдије Фејзића сазнао да постоји списак Сребреничана који треба да буду ликвидирани као неподобни у току пробоја, издвојио се са групом блиских људи и самостално кренуо ка Тузли.
У каснијим интервјуима, Мехољић је тврдио да је Изетбеговић дозволио да се догоди масакр у Сребреници, а да су Срби насели на нешто што је припремало раније. Исто је поновио и за норвешки документарац "Сребреница - издани град". Насера Орића, команданта 28. дивизије Армије Републике Босне и Херцеговине, која је била стационирана у Сребреници, оптужио је за злочине над самим Бошњацима.
Након рата, ангажовао се на организовању повратка бошњачких избеглица у Сребреницу, као и организовању кампова за младе свих националности. Укључио се у политички живот и постао члан Главног одбора Социјалдемократске партије Босне и Херцеговине, чији је општински одбор основао у Сребреници. Из партије је искључен у мају 2019. године.
Преминуо је од последица можданог удара 13. новембра 2019. године у Универзитетском клиничком центру у Тузли. По сопственој жељи, сахрањен је у Сарајеву, 15. новембра 2019. године.